# Shahrak-e Belādīyeh
Shahrak-e Belādīyeh (persiska: شهرک بلادیه, Belādīyeh) är en ort i Iran.   Den ligger i provinsen Khuzestan, i den centrala delen av landet, 500 km sydväst om huvudstaden Teheran. Shahrak-e Belādīyeh ligger 67 meter över havet och antalet invånare är 813.
Terrängen runt Shahrak-e Belādīyeh är platt, och sluttar söderut. Runt Shahrak-e Belādīyeh är det ganska tätbefolkat, med 80 invånare per kvadratkilometer. Närmaste större samhälle är Alvān, 10,2 km sydväst om Shahrak-e Belādīyeh. Trakten runt Shahrak-e Belādīyeh består till största delen av jordbruksmark.